# John Ross (Polarforscher)

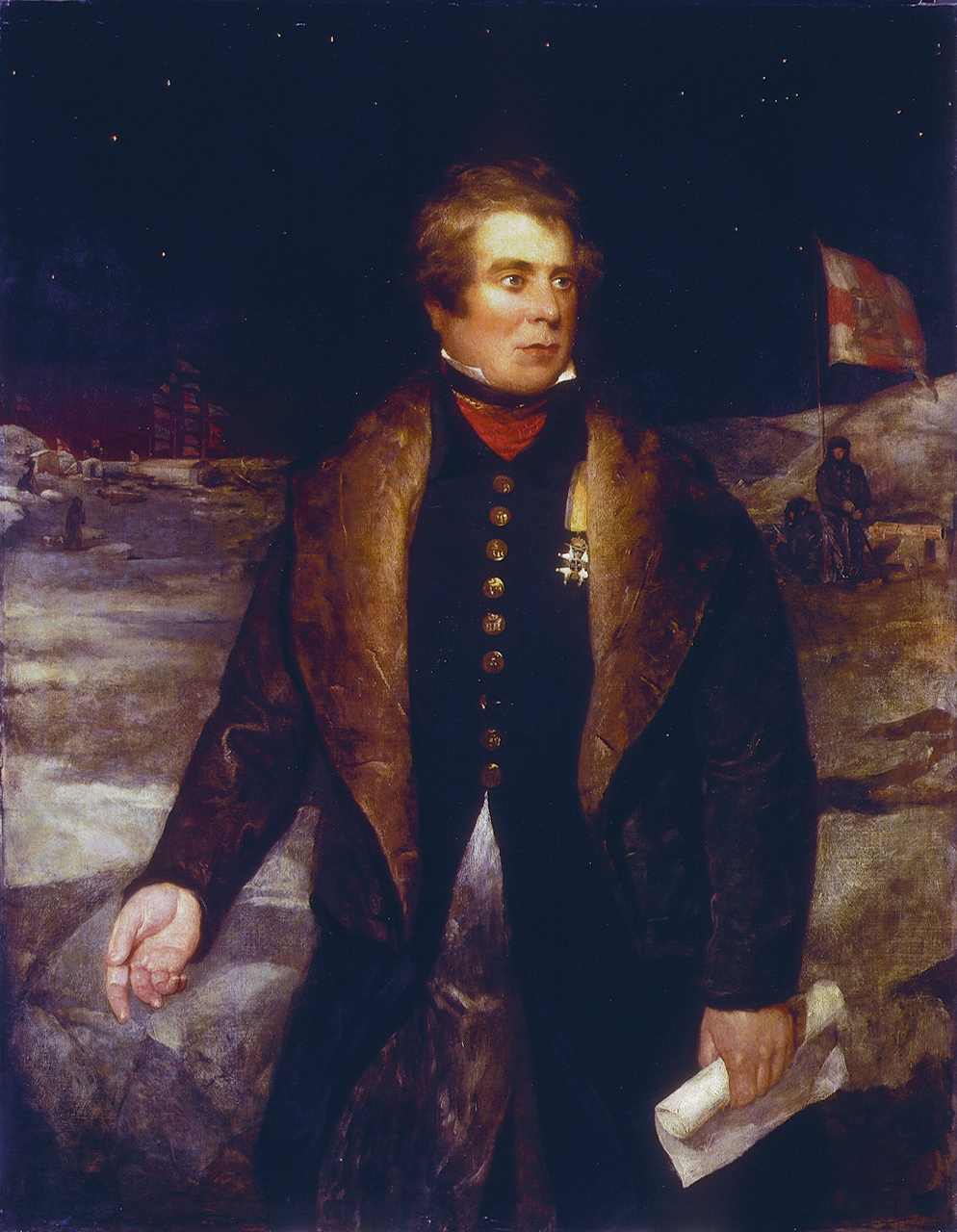
John Ross, um 1833

Sir John Ross (* 24. Juni 1777 in Balsarroch, Wigtownshire, Schottland; † 30. August 1856 in London) war britischer Marineoffizier und Polarforscher. 

## Leben
John Ross wurde 1777 im schottischen Balsarroch als vierter Sohn des Pfarrers Andrew Ross geboren. Mit neun Jahren trat er in die Royal Navy ein und wurde im Kampf mit den Franzosen auf Kriegsschauplätzen am Mittelmeer, im Baltikum und in der Nordsee 13 Mal verwundet. 1812 wurde er in den Rang eines Commander befördert. Im Januar 1818 wurde ihm das Kommando über eine Expedition mit den Schiffen Isabella und Alexander zur Suche nach der Nordwestpassage übertragen. Ross befehligte selbst die Isabella, einen ehemaligen Walfänger, während Lieutenant William Edward Parry das Kommando über die kleinere Alexander führte. Ein Teilnehmer der Expedition war auch der irische Astronom Edward Sabine. In der Baffin Bay benannte Ross zunächst die Melville Bay im Westen Grönlands und später das Kap Alexander sowie das Kap Isabella. Er entdeckte den Thulebezirk Grönlands und nahm zum ersten Mal in der Geschichte der westlichen Zivilisation Kontakt zu den Polareskimos auf. Sein Irrtum, dass der Smith- und der Lancastersund nur Buchten seien, erwies sich als folgenreich für seine Laufbahn. Er wurde seiner Kommandobefugnisse enthoben und unter Halbsold vom aktiven Dienst freigestellt. Parry kehrte im Auftrag der Admiralität 1819–1820 und 1821–1823 zurück, entdeckte einen Teil des kanadisch-arktischen Archipels (Parry-Inseln) und bewies, dass der Lancastersund eine Meeresstraße und keine Bucht ist. Nach seiner Rückkehr wurde er in den Rang eines Captain befördert.
1829 organisierte Ross privat eine weitere Expedition, die hauptsächlich von dem Brauereibesitzer und später nobilitierten Baronet Felix Booth (1775–1850) finanziert wurde. Erstmals in der Geschichte der Polarforschung entschied er sich für ein Dampfschiff, dem er den Namen Victory gab. Nach viermaliger Überwinterung wegen Packeis und der Entdeckung des magnetischen Nordpols durch seinen Neffen James Clark Ross auf der Boothia-Halbinsel wurden John Ross und seine Besatzung 1833 von der mittlerweile wieder als Walfänger operierenden Isabella gerettet und zurück nach England gebracht. Zu seinen weiteren Entdeckungen zählt die King-William-Insel, die John Ross allerdings für einen Teil des nordamerikanischen Festlands hielt.
Am 24. Dezember 1834 wurde er als Knight Bachelor („Sir“) geadelt.
Von 1839 bis 1847 war John Ross britischer Konsul in Stockholm. Seine dritte Arktisreise unternahm er 1850-1851 im Alter von 72 Jahren mit dem Schoner Felix auf der Suche nach der verschollenen Franklin-Expedition. 1851 wurde er in den Rang eines Rear-Admiral befördert.